# Dohalice
Dohalice (deutsch Dohalitz, früher Unter Dohalitz) ist eine Gemeinde in Tschechien. Sie liegt zehn Kilometer südöstlich von Hořice und gehört zum Okres Hradec Králové.

## Geographie
Dohalice befindet sich auf einer Anhöhe am linken Ufer der Bystřice auf der Ostböhmischen Tafel. Durch die Gemeinde führt die Bahnstrecke von Hradec Králové nach Jičín. Nordöstlich erhebt sich der Hügel Svíb (Swiep, 330 m), östlich der Chlum (337 m) und im Westen der Stračovský Bor (295 m).
Nachbarorte sind Sadová im Norden, Benátky im Nordosten, Čistěves und Horní Dohalice im Osten, Střezetice im Südosten, Dohaličky und Mokrovousy im Süden, Janov und Suchá im Südwesten, Kopaniny, Zavadilka und Stračovská Lhota im Westen sowie Mžany im Nordwesten.

## Geschichte
Die erste urkundliche Erwähnung von Dohalice erfolgte im Jahre 1352. Seit 1350 ist die Existenz einer Plebanie überliefert, die Kirche entstand 1384. Besitzer war zu dieser Zeit Václav von Dohalice. Sitz des Geschlechts von Dohalice war die an der Bystřice gelegene Wasserfeste. Während der Herrschaft von Václav Záruba von Hustiřan erfolgte ein Neubau der Feste. Lange Zeit gehörte das Dorf dem Rittergeschlecht der Bořek Dohalský von Dohalice. Sie besaßen Dohalice bis 1658, vom Ende des 16. Jahrhunderts bis 1628 hielten die Dohalský auch Mokrovousy. Während des Dreißigjährigen Krieges wurde die Feste zerstört und 1667 erneuert.
1742 wurde die alte Kirche unter Elisabeth Gräfin Schaffgotsch zu einer barocken Rotunde mit Laterne umgestaltet. 1788 eröffnete in Dohaličky eine Schule. 1825 erlosch die Feste und wurde zum Speicher umgebaut.

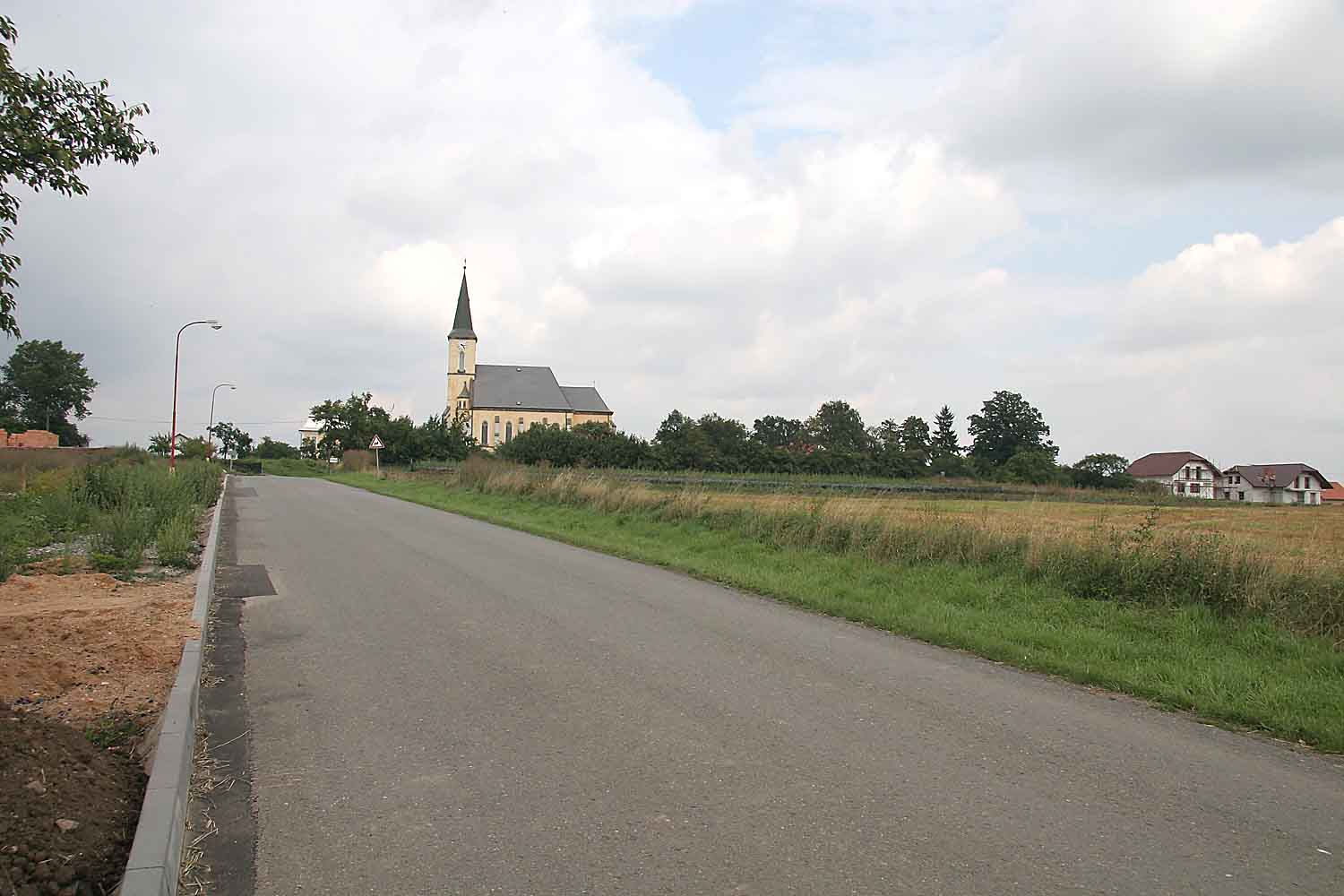
Kirche in Dohaličky

Nach der Aufhebung der Patrimonialherrschaften bildete Dohalice mit den Ortsteilen Dohaličky, Horní Dohalice und Kopanina eine Gemeinde im Bezirk Königgrätz. Während des Deutschen Krieges trafen in der Gegend preußische und österreichische Truppen aufeinander. Östlich des Ortes fanden am 3. Juli 1866 um die strategisch wichtigen Hügel Svíb und Chlum erbitterte Kämpfe statt, die als Schlacht bei Königgrätz in die Geschichte eingegangen sind. 1888 stürzte die Kirche zusammen. In den 1920er Jahren löste sich Horní Dohalice los und bildete eine eigene Gemeinde. Von 1949 bis 1960 war Dohalice dem Okres Hradec Králové-okolí zugeordnet, seit 1961 gehört sie wieder zum Okres Hradec Králové. Horní Dohalice wurde 1961 eingemeindet.

## Gemeindegliederung
Die Gemeinde Dohalice besteht aus den Ortsteilen Dohalice (Dohalitz) und Horní Dohalice (Ober Czernutek) sowie den Ansiedlungen Dohaličky (Klein Dohalitz) und Kopaniny (Kopanina).

## Sehenswürdigkeiten

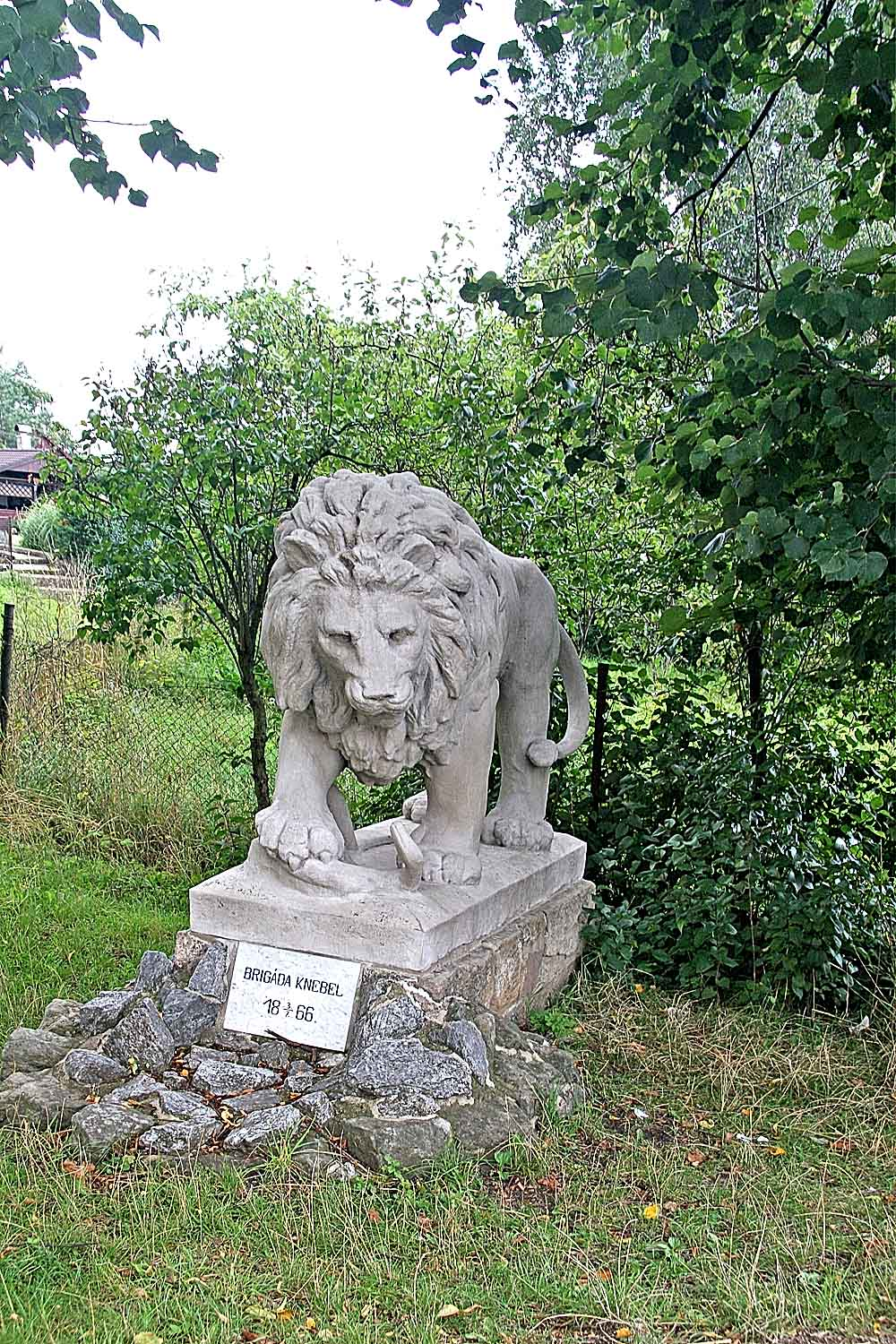
Löwe von Dohalice, zum Gedenken an die Schlacht bei Königgrätz

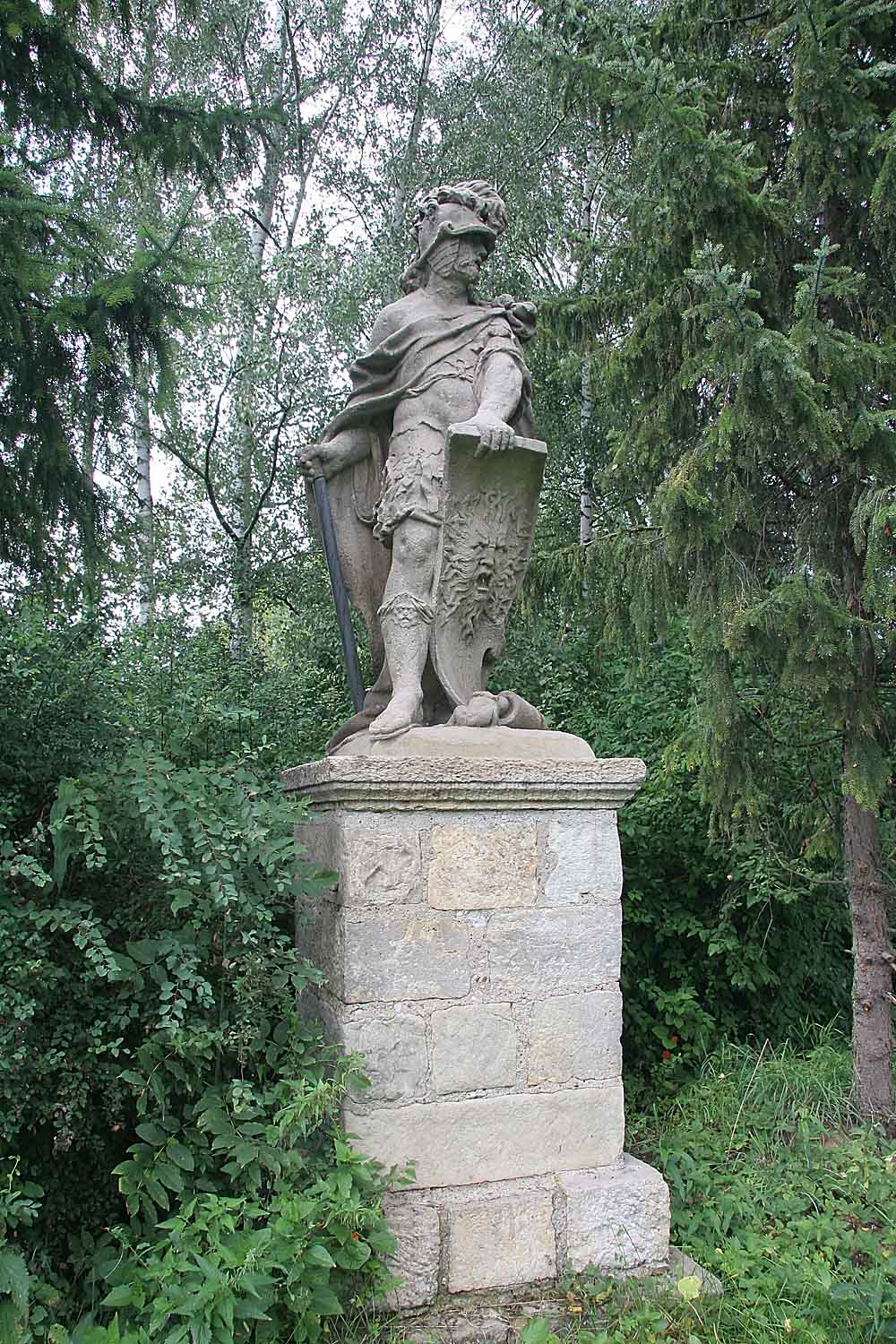
Statue des Perseus

- Kirche Johannes des Täufers in Dohaličky, neogotischer Bau aus den Jahren 1894–1896. Die Kirche entstand nach Plänen des Baumeisters Láber anstelle eines ursprünglich gotischen und 1742 barockisierten Vorgängerbaus, der 1888 einstürzte
- Pfarrhaus in Dohaličky
- Reste des Schlossparkes Sadová an der Bystřice zwischen Dohalice und Sadová mit frühklassizistischer Sandsteinstatue des Perseus aus dem Jahre 1844
- Statue des hl. Johannes von Nepomuk am Dorfplatz, geschaffen 1832
- Barocker Speicher, ursprünglich Feste der Herren von Dohalice
- Denkmal für die Gefallenen der Brigade Knebel in der Schlacht bei Königgrätz; der stehende Löwe aus Muschelkalkstein wurde im 19. Jahrhundert als Denkmal für Kämpfe in Norditalien geschaffen und im Jahre 1900 von Wien nach Dohalitz umgesetzt